# 国領村
国領村（こくりょうむら）は、兵庫県氷上郡にあった村。現在の丹波市春日町中心部の南東一帯にあたる。

## 地理
- 山岳：譲葉山、黒頭峰、三尾山
- 河川：竹田川

## 歴史
- 1889年（明治22年）4月1日 - 町村制の施行により、柚津村（飛地を除く）・東中村・国領村・棚原村の区域をもって発足。
- 1955年（昭和30年）3月20日 - 黒井町・春日部村・大路村・船城村と合併して春日町が発足。同日国領村廃止。

## 交通

### 道路
現在は旧村域を舞鶴若狭自動車道が通過するが、当時は未開通。